# Cratere Darwin (Marte)
Darwin  è un cratere sulla superficie di Marte.
Il cratere è dedicato al naturalista britannico Charles Darwin.